# دار الرزيني
دار الرزيني منزل تاريخي يقع في المدينة العتيقة لتطوان، المصنفة تراثا عالميا من طرف اليونسكو.

## التاريخ
كانت دار الرزيني ملكا لعائلة الحاج محمد الرزيني، الذي كان قنصل السلطان عبد الرحمان بن هشام بجبل طارق خلال منتصف القرن التاسع عشر.

## العمارة
تعتبر دار الرزيني نموذجا للتأثير الأوروبي على الهندسة التطوانية التقليدية في تلك الحقبة.
إذ تطابق هندسة المنزل أسلوب البناء التقليدي المغربي الأندلسي خلال القرن الثامن عشر.و يتجلى ذلك في الفناء الذي يتوسطه ويشتمل على اثني عشر عمودا و نافورة مركزية، بالإضافة إلى الحمام المبني فوق فرن عمومي لاستغلال حرارته. إلا أن المنزل يتميز بوجود بستان بالإضافة إلى الفناء، و دهليز كبير مفتوح باتجاهه.